# Malyje Bereschki (Kaliningrad)
Malyje Bereschki (russisch Малые Бережки, deutsch Neu Lappienen, 1938 bis 1945 Rautersdorf, litauisch Lapynai) ist ein Ort in der russischen Oblast Kaliningrad. Er gehört zur kommunalen Selbstverwaltungseinheit Stadtkreis Slawsk im Rajon Slawsk. Zu Malyje Bereschki gehört auch der ehemalige Wirtschaftshof Rothof, der vor 1945 zu Rautenberg gehörte.

## Geographische Lage
Malyje Bereschki liegt am Westufer der Gilge (russisch: Matrossowka), am Ufer gegenüber liegt Bolschije Bereschki (Alt Lappienen, 1938 bis 1946 Rauterskirch), das zur Timirjasewskoje selskoje posselenije (Landgemeinde Timirjasewo (Neukirch)) gehört. Im Ort endet eine vom zwölf Kilometer entfernten Jasnoje (Kaukehmen, 1938 bis 1946 Kuckerneese) her kommende Nebenstraße. Eine Bahnanbindung besteht nicht.

## Geschichte
Der kleine vor 1871 noch Gräflich Neu Lappienen genannte Ort wurde zwischen 1874 und 1945 namensgebendes Amtsdorf des neu errichteten Amtsbezirks Lappienen, der – 1939 in „Amtsbezirk Rautersdorf“ umbenannt – zum Kreis Niederung (ab 1939 „Kreis Elchniederung“) im Regierungsbezirk Gumbinnen der preußischen Provinz Ostpreußen gehörte. Am 3. Juni 1938 – amtlich bestätigt am 16. Juli 1938 – wurde das Dorf in Rautersdorf umbenannt. 
In Kriegsfolge kam der Ort 1945 mit dem nördlichen Ostpreußen zur Sowjetunion. Er erhielt 1947 die russische Bezeichnung „Malyje Bereschki“ und wurde gleichzeitig in den Dorfsowjet Saliwenski selski Sowet im Rajon Slawsk eingeordnet. Später gelangte der Ort in den Jasnowski selski Sowet. Von 2008 bis 2015 gehörte Malyje Bereschki zur Landgemeinde Jasnowskoje selskoje posselenije und seither zum Stadtkreis Slawsk.

### Einwohnerentwicklung
| Jahr | Einwohner |
| ---- | --------- |
| 1910 | 214       |
| 1925 | 263       |
| 1933 | 231       |
| 1939 | 205       |
| 2002 | 72        |
| 2010 | 44        |

### Amtsbezirk Lappienen/Rautersdorf (1874–1945)
Zwischen 1874 und 1945 bestand der Amtsbezirk Lappienen, zu dem anfangs 30, am Ende noch 18 Gemeinden gehörten:
| Name                   | Änderungsname 1938 bis 1946     | Russischer Name        | Bemerkungen                                              |
| ---------------------- | ------------------------------- | ---------------------- | -------------------------------------------------------- |
| Ahlgarten              |                                 |                        |                                                          |
| Alt Lappienen          | Rauterskirch                    | Bolschije Bereschki    | 1925 in den Amtsbezirk Norwischeiten umgegliedert        |
| (Alt) Mosteiten        | Eschenburg                      | Slawjanskoje           | 1893 in „Mosteiten“ umbenannt                            |
| Alt Norweischen        | Mühlmeistern                    |                        | 1893 in „Norweischen“ umbenannt                          |
| Alt Schemeiten         | Kleinschönwiese                 | Sedlowinka             | 1923 nach Schemeiten, 1928 nach Schönwiese eingegliedert |
| Dannenberg             |                                 | Cholmistoje            |                                                          |
| Degimmen               | Brandenburg (Kr. Elchniederung) |                        | 1934 bis 1938 „Brandenburg (Kr. Niederung)“              |
| Endreischken           | Endern                          |                        | 1928 nach Schönwiese eingegliedert                       |
| (Gräflich) Maßrimmen   |                                 | Kulikowka              | 1924 nach Hohenberge eingegliedert                       |
| Gräflich Prudimmen     |                                 |                        | 1936 in „Erlenrode“ umbenannt                            |
| Groß Krauleiden        | Großheidenstein                 | Bolschije Chrustalnoje |                                                          |
| Hohenberge             |                                 | Utinoje                |                                                          |
| Joneiten               | Gilgenfeld                      |                        |                                                          |
| Kiauken                | Wartenfeld                      | Salomowo               |                                                          |
| Klein Krauleiden       | Kleinheidenstein                | Chrustalnoje           |                                                          |
| Klein Norweischen      | Mühlmeistern                    |                        | 1893 „Norweischen“ umbenannt                             |
| Königlich Prudimmen    | Kleinerlenrode                  |                        | 1930 in „Klein Prudimmen“ umbenannt                      |
| Mühlmeisterischken     |                                 |                        | 1893 nach Norweisschen eingegliedert                     |
| Nausseden              |                                 |                        | 1893 nach Norweischen eingegliedert                      |
| Neu Lappienen          | Rautersdorf                     | Malyje Berschki        |                                                          |
| Neu Mosteiten          |                                 |                        | 1893 in „Mosteiten“ umbenannt                            |
| Neu Schemeiten         | Neuschönwiese                   |                        | 1923 nach Schemeiten, 1928 nach Schönwiese eingegliedert |
| Norwischeiten          | Schwanensee                     |                        |                                                          |
| Oßnugarn               | Rehwalde (Kr. Elchniederung)    | Schumnoje              | 1936 in „Rehwalde (Kr. Niederung)“ umbenannt             |
| Raging                 |                                 | Kljutschewoje          |                                                          |
| Rautenburg             |                                 | Malinowka              |                                                          |
| (Gräflich) Reatischken |                                 | Wischnjowka            | 1928 nach Schönwiese eingegliedert                       |
| Rogainen               |                                 | Schljusnoje            | 1923 nach Raging eingegliedert                           |
| Rucken                 | Ruckenhagen                     | Kurgan                 |                                                          |
| Schuppinnen            | Schuppen                        | Sabolotnoje            | 1923 nach Schemeiten, 1928 nach Schönwiese eingegliedert |
| ab 1934: Matzgirren    | Kurrenberg                      | Chlebnoje              | vorher zum Amtsbezirk Inse zugehörig                     |
| ab ?: Neu Norweischen  | Altdümpelkrug                   |                        |                                                          |

Am 1. Januar 1945 gehörten zum Amtsbezirk Rautersdorf noch die Gemeinden: Ahlgarten, Altdümpelkrug, Brandenburg (Kr. Elchniederung), Dannenberg, Erlenrode, Eschenberg, Gilgenfeld, Großheidenstein, Hohenberge, Kleinerlenrode, Kurrenberg, Mühlmeistern, Raging, Rauterdorf, Rehwalde (Kr. Elchniederung), Ruckenhagen, Schönwiese, Wartenfeld.

## Kirche
In Neu Lappienen resp. Rautersdorf lebte vor 1945 eine fast ausnahmslos evangelische Bevölkerung. Das Dorf war in das Kirchspiel der Kirche Lappienen mit Sitz in Alt Lappienen (1938 bis 1946: Rauterskirch, russisch: Bolschije Bereschki) eingepfarrt, das zum Kirchenkreis Niederung (Elchniederung) innerhalb der Kirchenprovinz Ostpreußen der Kirche der Altpreußischen Union gehörte. Heute liegt Malyje Bereschki im Einzugsbereich der neu entstandenen evangelisch-lutherischen Kirchengemeinde in Slawsk (Heinrichswalde) innerhalb der Propstei Kaliningrad der Evangelisch-lutherischen Kirche Europäisches Russland.

## Persönlichkeiten
- Erhard Kallweit (* 1936), Agrarwissenschaftler und Hochschullehrer für Tierzucht und Produktkunde